# Nasiłów (województwo lubelskie)
Nasiłów – wieś w Polsce położona w województwie lubelskim, w powiecie puławskim, w gminie Janowiec.
Wieś duchowna, położona była w drugiej połowie XVI wieku w powiecie radomskim województwa sandomierskiego. W latach 1975–1998 miejscowość położona była w województwie lubelskim.
Wieś stanowi sołectwo gminy Janowiec. Według Narodowego Spisu Powszechnego z roku 2011 wieś liczyła 311 mieszkańców.
Przez wieś przebiega trasa drogi wojewódzkiej nr 743.
We wsi, nad brzegiem Wisły znajdują się dwa duże kamieniołomy z resztkami portu. Wydobywano tam wapienie mastrychtu i gezy paleocenu. Do 2024 roku z Nasiłowa odbywały się przeprawy promowe do położonej za Wisłą Bochotnicy. Obecnie prom nie kursuje już. 
W Nasiłowie znajduje się zabytkowy krzyż postawiony w 1918 roku przez Walentego Wasiłka i Stanisława Sijkę.
Od sierpnia 1944 roku na wysokości kamieniołomów w Nasiłowie stał most niskowodny na Wiśle. Zbudowany został przez saperów radzieckich po uchwyceniu przez Armię Czerwoną przyczółka na zachodnim brzegu rzeki. Pomost mostu znajdował się ok. 2 m ponad powierzchnią wody. Budowla została zniszczona przez wiosenną powódź w 1945 roku.
Wierni Kościoła rzymskokatolickiego należą do parafii św. Wojciecha w Górze Puławskiej.